# Fontaine de la place Charles-Gruet
La fontaine de la place Charles-Gruet, dite aussi fontaine Fondaudège à Bordeaux est une œuvre de l'architecte Louis Garros et du sculpteur Louis de Coëffard de Mazerolles construite en 1865.

## Description

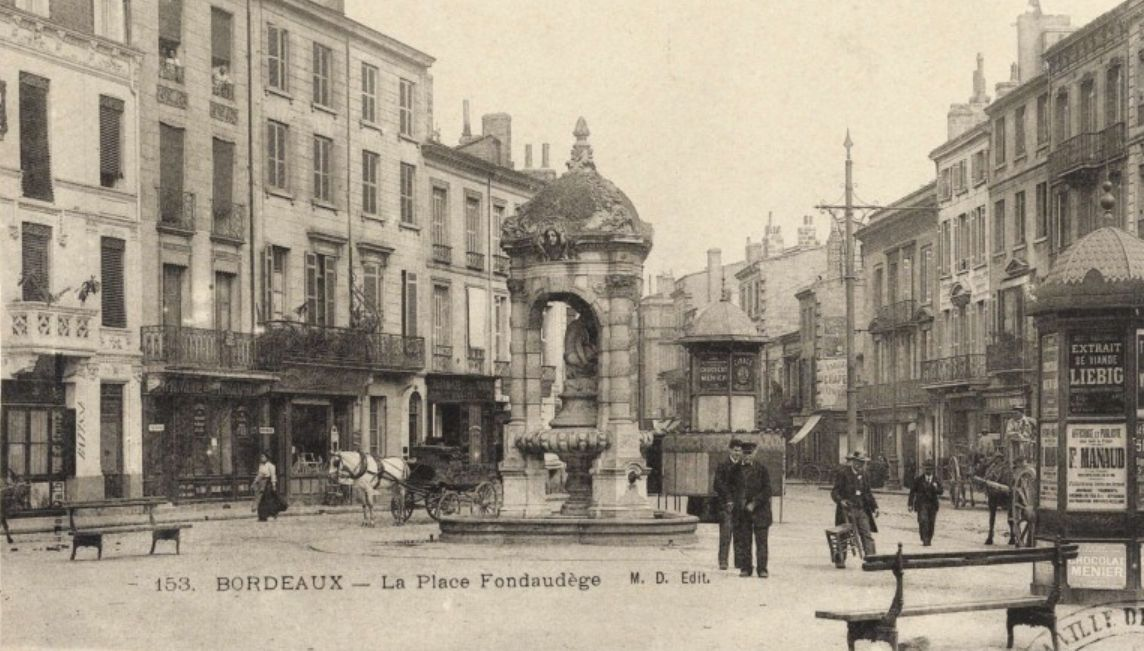
Place Fondaudège, premier quart du.

L'architecte Louis Garros (1833-1911), auteur de la fontaine du Parlement à Bordeaux, connu pour la construction de nombreux châteaux viticoles, dessine une fontaine qui se dresse lors de sa construction en 1865 sur la place Fondaudège, renommée en 1929, place Charles-Gruet en l'honneur du maire ayant dirigé la mairie de 1912 à 1919. 
C'est un petit temple circulaire de style baroque coiffé d'un dôme en pierre décoré de plantes aquatiques et de mascarons. Cette fontaine abrite une nymphe sculptée par Louis de Coëffard de Mazerolles (1818-1887), ancien élève de Maggesi, qui transpose le type antique des Vénus accroupies.
Cette fontaine est désormais à l'ombre de micocouliers plantés en 1960.